# Helen Foster
Helen Foster (23 de maio de 1906 - 25 de dezembro de 1982) foi uma atriz de cinema estadunidense que iniciou sua carreira na era do cinema mudo, alcançou a era sonora e atuou em 55 filmes entre 1925 e 1956.

## Biografia
Nasceu em Independence, no Kansas, e terminou seus estudos na Flórida. Seu primeiro filme foi o Western On the Go, em 1925, pela Action Pictures, ao lado de Jay Wilsey. Além da Action, atuou também pela Robertson-Cole Pictures Corporation, Goodwill Productions, entre outras. Atuou no seriado Haunted Island (1928), pela Universal Pictures, ao lado de Jack Dougherty.
Em 1929, fez seu primeiro filme sonoro, Gold Diggers of Broadway, e no mesmo ano foi escolhida como uma das WAMPAS Baby Stars. The WAMPAS Baby Stars foi uma campanha promocional, patrocinada pela United States Western Association of Motion Picture Advertisers, uma associação de anunciantes de cinema, que homenageava treze (quatorze em 1932) jovens mulheres a cada ano, as quais eles acreditavam estarem no limiar do estrelato cinematográfico. Elas foram selecionadas a partir de 1922, até 1934, e eram premiadas anualmente e homenageadas em uma festa chamada WAMPAS Frolic.
Em 1933, Foster estrelou o filme exploitation Road to Ruin, um remake do filme homônimo que fizera em 1928, lançado em 1934, e talvez seu melhor papel.
No fim dos anos 1930, começou a atuar apenas em pequenos papéis não creditados, tais como em The Westerner (1940), Call Northside 777 e Good Sam, ambos em 1948. Seu último filme foi Around the World in Eighty Days, em 1956, num pequeno papel não-creditado.

## Vida pessoal e morte
Foster morreu em 25 de dezembro de 1982, aos 76 anos.

## Filmografia parcial

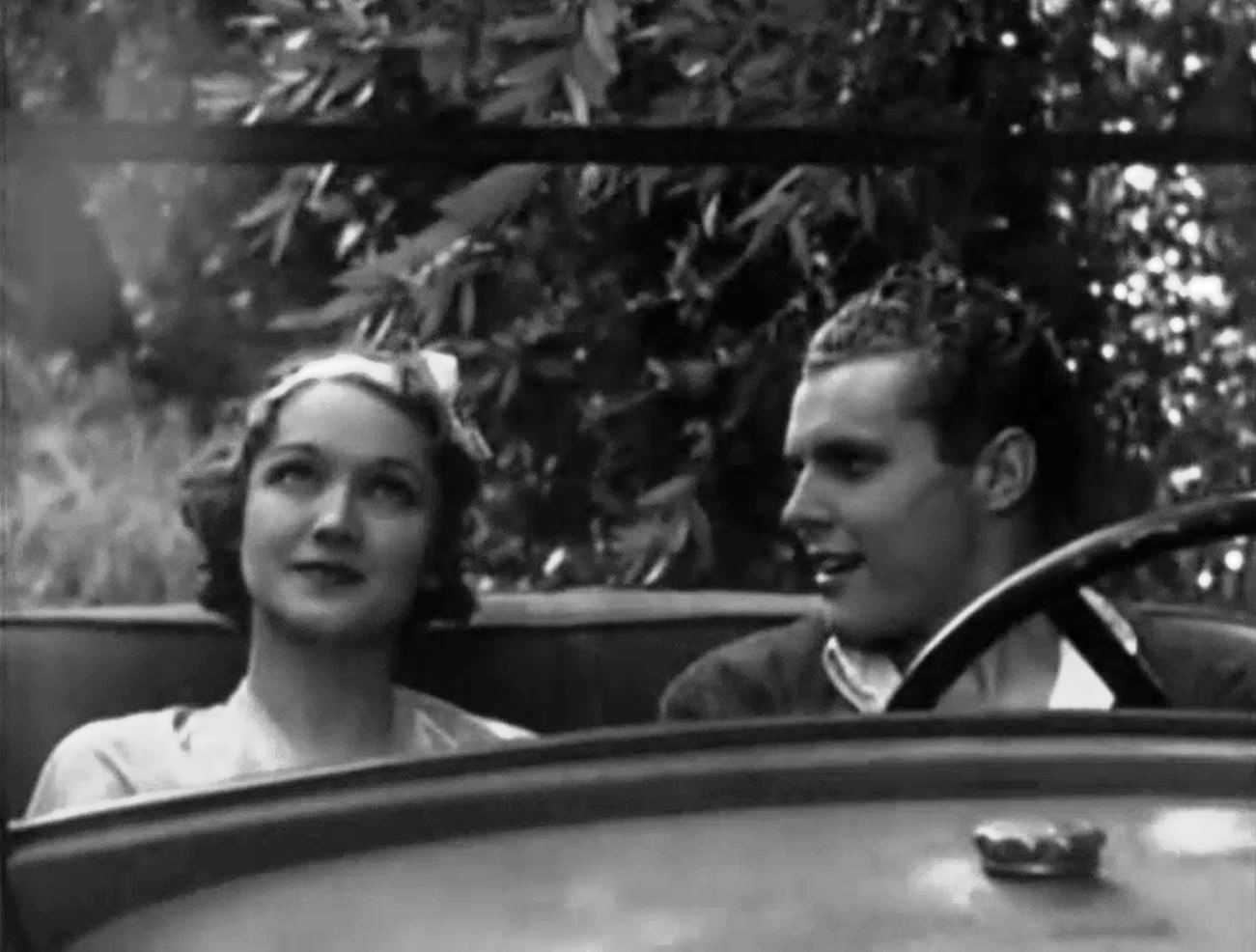
Glen Boles e Helen Foster em uma cena do filme The Road to Ruin (1934)

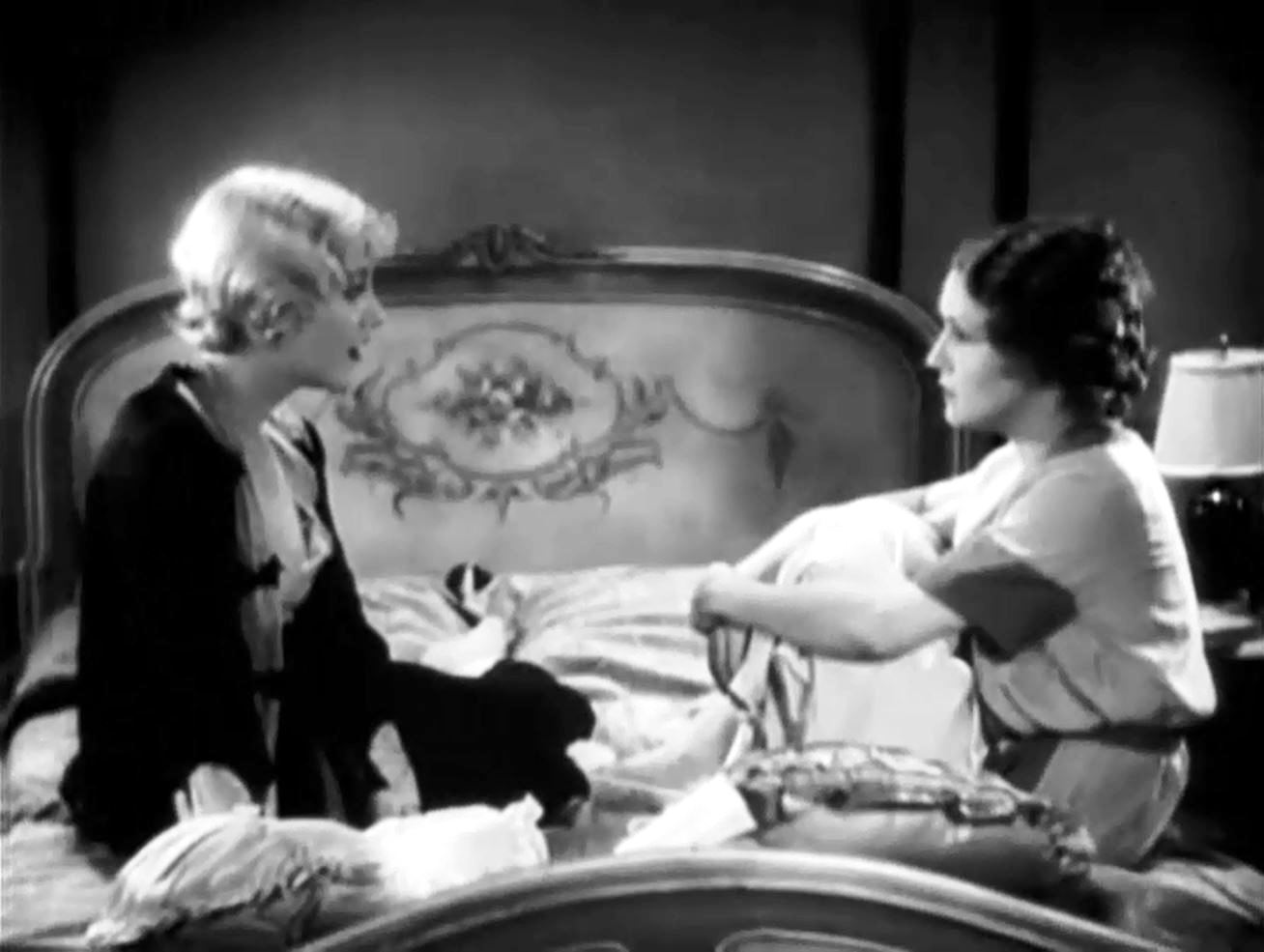
Nell O’Day e Helen Foster em uma cena do filme The Road to Ruin (1934)

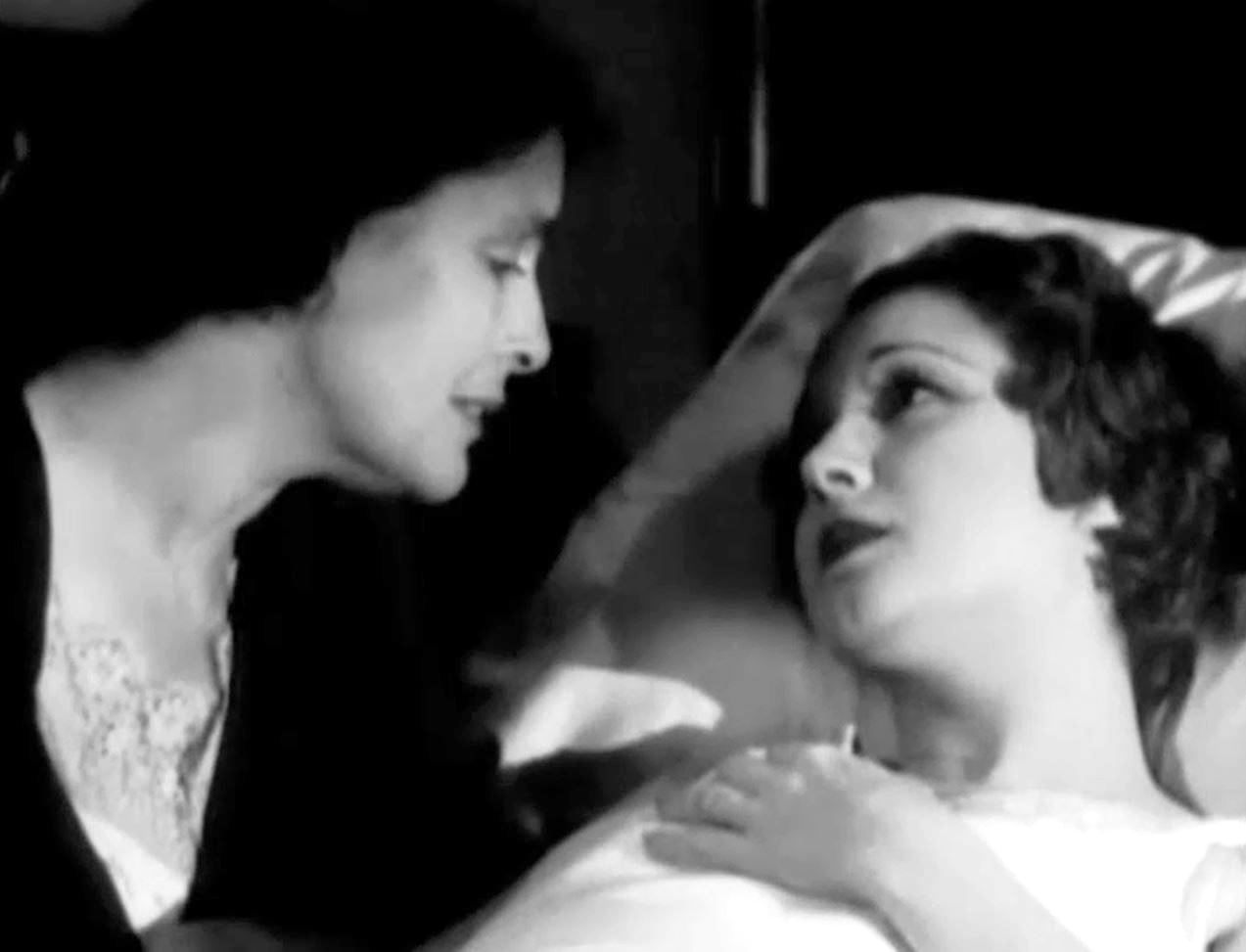
Virginia True Boardman e Helen Foster em uma cena do filme The Road to Ruin (1934)

- On the Go (1925, no Brasil, A Volta do Vaqueiro)
- The Bandit's Baby (1925, no Brasil, Foragido da Justiça)
- The Tourist (1925)
- Close Shaves (1926)
- California or Bust (1927, no Brasil, Ou Vai Ou Racha!)
- When a Dog Loves (1927, no Brasil, Quando um Cão Ama)
- The Road to Ruin (1928, no Brasil, “O Caminho da Perdição)
- Haunted Island (1928)
- Gold Diggers of Broadway (1929)
- Hellship Bronson (1928, no Brasil, O Pássaro Negro)
- Linda (1929)
- The Harvest of Hate (1929, no Brasil, Frutos do Ódio)
- The Primrose Path (1931, no Brasil, Tentações da Mocidade)
- Sinister Hands (1932)[8]
- The Boiling Point (1932, no Brasil, Cavalgada Heróica)
- The Road to Ruin (1934, no Brasil, Vias da Ruína)[9]
- The Westerner (1940, no Brasil, O Galante Aventureiro)
- Call Northside 777 (1948, no Brasil Sublime Devoção)
- Good Sam (1948, no Brasil, A Felicidade Bate à Porta)
- Never Wave at a WAC (1953, no Brasil, Nunca Fomos Covardes)
- Around the World in Eighty Days (1956)